# گرافتن (داکوتای شمالی)
گرافتن(به انگلیسی: Grafton) شهری در ایالت داکوتای شمالی کشور ایالات متحده آمریکا است که جمعیت آن در سرشماری سال ۲۰۱۰ میلادی، ۴٬۲۸۴ نفر بوده‌است.